# Водоспади Чернівецької області
| Назва                    | Район                | Координати                                                                      | Висота | Короткі відомості | Фотографія |
| ------------------------ | -------------------- | ------------------------------------------------------------------------------- | ------ | --- | ---------- |
| Бабин                    | Заставнівський район | 48°39′50.63″ пн. ш. 25°38′26.25″ сх. д. / 48.6640639° пн. ш. 25.6406250° сх. д. | 2,5 м  | На безіменному струмку в с. Бабин. Легкодоступний, маловідомий.                                                                                      |            |
| Бисків (Бісків)          | Путильський район    | 48°04′55″ пн. ш. 25°06′11″ сх. д. / 48.08194° пн. ш. 25.10306° сх. д.           | 3 м    | На річці Бісків. Легкодоступний, маловідомий. |            |
| Буковинські водоспади    | Путильський район    | 48°9′54″ пн. ш. 25°8′42″ сх. д. / 48.16500° пн. ш. 25.14500° сх. д.             | 19 м   | Група водоспадів на потоці Смугарів (притока Черемошу). Висота найвищого — 19 м. Легкодоступні, популярний туристичний об'єкт.                       |            |
| Василівські водоспади    | Заставнівський район | 48°35′59.5″ пн. ш. 25°50′12.4″ сх. д. / 48.599861° пн. ш. 25.836778° сх. д.     |        | Два водоспади на Чуньківському потоці (права притока Дністра). Геологічна пам'ятка природи. Легкодоступні, маловідомі.                               |            |
| Вимушівський             | Заставнівський район | 48°39′27.82″ пн. ш. 25°39′19.73″ сх. д. / 48.6577278° пн. ш. 25.6554806° сх. д. | 3 м    | На безіменному струмку в с. Вимушів. Легкодоступний, маловідомий.                                                                                    |            |
| Гриняцький (Шумило)      | Хотинський район     |                                                                                 |        | Каскад водоспадів, загальною висотою всіх каскадів — 34 м. Легкодоступний, маловідомий.                                                              |            |
| Дорошівецький            | Заставнівський район | 48°35′11.2″ пн. ш. 25°52′52.2″ сх. д. / 48.586444° пн. ш. 25.881167° сх. д.     | 6 м    | На Товтрянсько-Дорошовецькому потоці (права притока Дністра). Геологічна пам'ятка природи. Легкодоступний, маловідомий.                              |            |
| Кельменецька Бульбона    | Кельменецький район  | 48°27′56.8″ пн. ш. 26°50′18″ сх. д. / 48.465778° пн. ш. 26.83833° сх. д.        | 2 м    | Травертиновий водоспад в смт Кельменці на р. Ромаданка (ліва притока р. Сурша). Легкодоступний, маловідомий.                                         |            |
| Кізя                     | Путильський район    | 48°05′09″ пн. ш. 25°05′31.4″ сх. д. / 48.08583° пн. ш. 25.092056° сх. д.        | 12 м   | На одній з правих приток річки Бісків. Легкодоступний, маловідомий.                                                                                  |            |
| Королівський             | Сторожинецький район | 48°02′05.4″ пн. ш. 25°26′59.1″ сх. д. / 48.034833° пн. ш. 25.449750° сх. д.     | 3 м    | На річці Дмитриця (притока Малого Серету). Легкодоступний, маловідомий.                                                                              |            |
| Кортузіанський           | Путильський район    | 47°47′35.6″ пн. ш. 24°58′07.4″ сх. д. / 47.793222° пн. ш. 24.968722° сх. д.     | 3,5 м  | У гирлі однієї з лівих приток річки Сарата (басейн Білого Черемошу) на території Черемоського НПП. Легкодоступний, маловідомий.                      |            |
| Кулівецький              | Заставнівський район | 48°38′01.3″ пн. ш. 25°49′56″ сх. д. / 48.633694° пн. ш. 25.83222° сх. д.        |        | На невеликому потоці в межах села Кулівці. Легкодоступний, маловідомий.                                                                              |            |
| Лекечі                   | Вижницький район     | 48°06′43.79″ пн. ш. 25°16′12.65″ сх. д. / 48.1121639° пн. ш. 25.2701806° сх. д. | 4 м    | На потоці Лекечі (ліва притока Серету) в однойменному селі. Легкодоступний, маловідомий.                                                             |            |
| Лопушнянські водограї    | Вижницький район     | 48°04′19.6″ пн. ш. 25°15′18″ сх. д. / 48.072111° пн. ш. 25.25500° сх. д.        |        | Каскад водоспадів та порогів сумарною висотою бл. 14 м. На потоці Лапушна (басейн Сірету) та її лівій притоці. Легкодоступний, маловідомий.          |            |
| Лужки                    | Вижницький район     | 48°11′44.86″ пн. ш. 25°09′27.95″ сх. д. / 48.1957944° пн. ш. 25.1577639° сх. д. | 3 м    | На території ландшафтного заказника Лужки біля с. Виженка. Легкодоступний, популярний туристичний об'єкт.                                            |            |
| Міква                    | Вижницький район     | 48°12′24.5″ пн. ш. 25°10′21.8″ сх. д. / 48.206806° пн. ш. 25.172722° сх. д.     | 3 м    | На потоці Виженка (права притока Черемошу) в однойменному селі. Легкодоступний, маловідомий.                                                         |            |
| Мала Лоза                | Сторожинецький район | 47°57′49.5″ пн. ш. 25°30′03″ сх. д. / 47.963750° пн. ш. 25.50083° сх. д.        | 8 м    | Геологічна пам'ятка природи (з 2008 р.). У верхів'ях річки Лаура (притока Сучави). Важкодоступний, маловідомий.                                      |            |
| Поркулин                 | Путильський район    | 48°01′02.9″ пн. ш. 25°09′25.8″ сх. д. / 48.017472° пн. ш. 25.157167° сх. д.     | 6 м    | На потоці Поркулин (притока Путилки). Легкодоступний, маловідомий.                                                                                   |            |
| Сіручок                  | Путильський район    | 48°08′10.2″ пн. ш. 25°09′40.2″ сх. д. / 48.136167° пн. ш. 25.161167° сх. д.     | 2,5 м  | У гирлі потоку Сіручок (ліва притока річки Товарниця). Геологічна пам'ятка природи. Легкодоступний, маловідомий.                                     |            |
| Сучавський Гук           | Путильський район    | 48°02′13.0″ пн. ш. 24°02′43.0″ сх. д. / 48.036944° пн. ш. 24.045278° сх. д.     | 6 м    | На річці Сучава (басейн Дунаю). За своєю водністю є наймогутнішим водоспадом Чернівецької області. Легкодоступний.                                   |            |
| Фалинський               | Заставнівський район | 48°34′47″ пн. ш. 25°53′34.6″ сх. д. / 48.57972° пн. ш. 25.892944° сх. д.        |        | Каскад водоспадів на Фалинському потоці (права притока Товтрянсько-Дорошовецького потоку). Геологічна пам'ятка природи. Легкодоступний, маловідомий. |            |
| Чемернарський Гук        | Вижницький район     | 47°59′53.7″ пн. ш. 25°18′13.9″ сх. д. / 47.998250° пн. ш. 25.303861° сх. д.     | 4 м    | На потоці Зубринець (Чемернар). Легкодоступний, маловідомий.                                                                                         |            |
| Чемернарський Нижній Гук | Вижницький район     | 48°10′05.8″ пн. ш. 24°16′38.3″ сх. д. / 48.168278° пн. ш. 24.277306° сх. д.     | 2,5 м  | На потоці Зубринець (Чемернар). Легкодоступний, маловідомий.                                                                                         |            |
| Чиста Сльоза             | Вижницький район     | 48°07′53.1″ пн. ш. 25°20′32.83″ сх. д. / 48.131417° пн. ш. 25.3424528° сх. д.   | 4 м    | На потоці Мигівка (ліва притока Серету) в с. Мигове. Легкодоступний, маловідомий.                                                                    |            |
| Чорнопотоцький           | Заставнівський район | 48°33′34.5″ пн. ш. 26°01′51.5″ сх. д. / 48.559583° пн. ш. 26.030972° сх. д.     |        | Геологічна пам'ятка природи. На річці Чорний Потік (притока Онуту). Легкодоступний, маловідомий.                                                     |            |
| Яловичерський            | Путильський район    | 47°50′36″ пн. ш. 25°0′37″ сх. д. / 47.84333° пн. ш. 25.01028° сх. д.            |        | На річці Яловичера (притока Білого Черемошу). Легкодоступний, маловідомий.                                                                           |            |

## Пояснювальні примітки
1. ↑  висота найвищого водоспаду